# Дайсен (Акита)
Дайсе́н (яп. 大仙市 Дайсэн-си) — город в Японии, расположенный в центральной части префектуры Акита. Основан 22 марта 2005 года путём слияния города Омагари, посёлков Камиока, Нисисэмбоку, Накасэн, Кёва, Сэмбоку, Ота и села Нангай уезда Сэмбоку. Через город проходит акитский синкансэн и акитская автострада.  
Площадь города составляет 866,67 км², население — 84 103 человека (1 августа 2014), плотность населения — 97,04 чел./км².